# Gerichtsorganisation in Sierra Leone

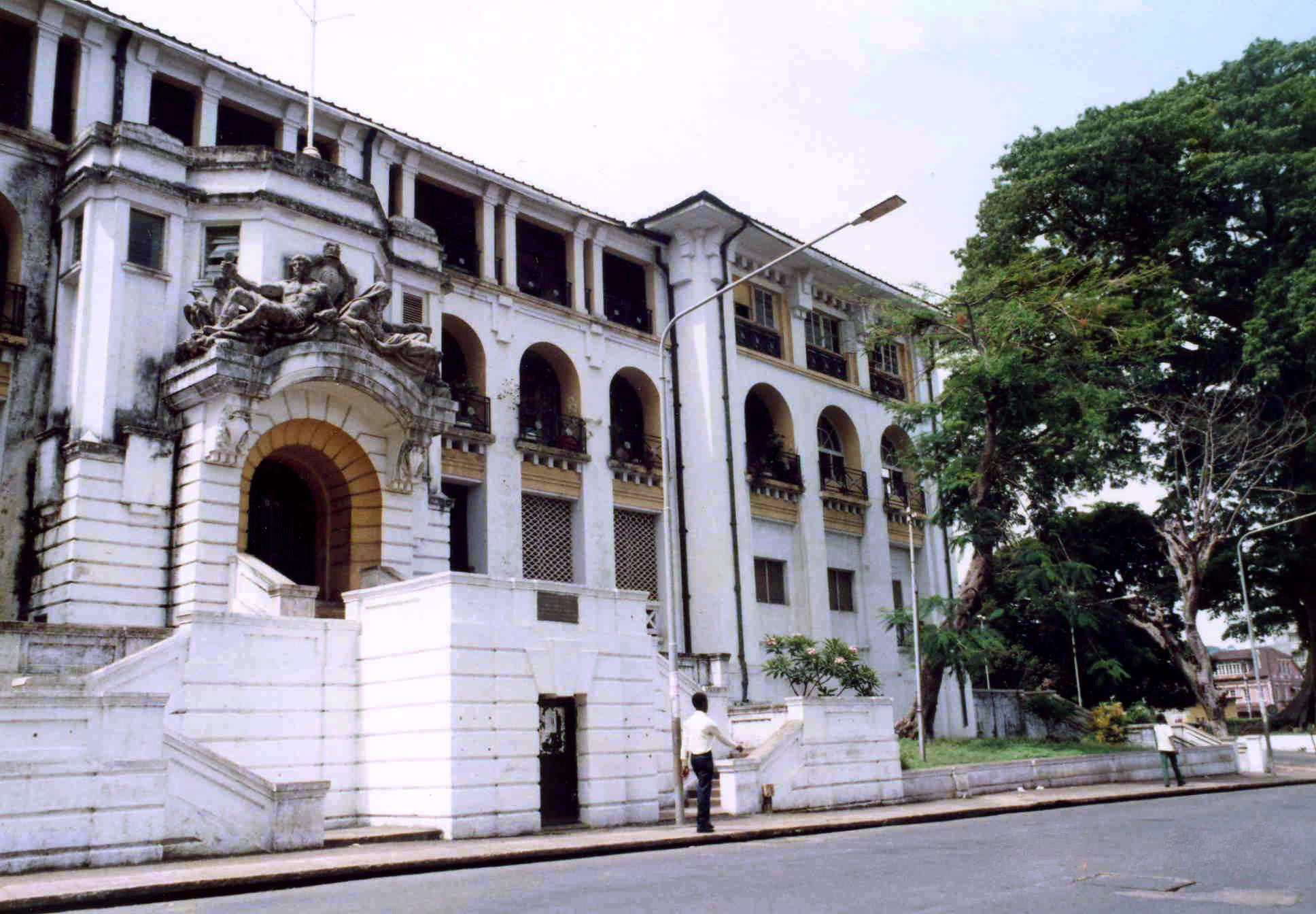
Supreme Court von Sierra Leone in Freetown

Das Gerichtssystem in Sierra Leone besteht aus den übergeordneten Gerichten, d. h. dem Supreme Court und gleichzeitig Verfassungsgericht mit dem Berufungsgericht (Court of Appeals)  und dem High Court of Justice (oberstes Zivil- und Strafgericht) sowie den untergeordneten Gerichten.
Die Gerichte sind laut der Verfassung Sierra Leones unabhängig. Dem Gerichtssystem steht der Chief Justice vor.
Richter werden durch den Staatspräsidenten, nach Empfehlung der Judicial and Legal Service Commission, einberufen und müssen vom Parlament Sierra Leones bestätigt werden.

## Übergeordnete Gerichte

### Supreme Court
Der Supreme Court hat die Funktion des Obersten Gerichtshofs und ist gleichzeitig Verfassungsgericht. Er besteht aus dem Chief Justice und mindestens vier weiteren Richtern. Zudem können Richter weiterer übergeordneter Gerichte, auch aus Staaten mit einem ähnlichen Rechtssystem, einberufen werden. Ein Quorum von drei Richtern muss bei jeder Entscheidung erreicht werden.
Als höchste Berufungsinstanz kommt der Supreme Court als Court of Appeals zusammen. Er besteht dann aus dem Chief Justice und mindestens sieben weiteren Richtern. Wichtige Entscheidungen müssen von mindestens drei Richtern, einfache Entscheidung von einem Richter gefällt werden. Das Berufungsgericht ist an seine vorherigen Entscheidungen, alle untergeordneten Gerichte an die Entscheidungen des Berufungsgerichts gebunden.

### High Court
Der High Court setzt sich aus dem Chief Justice sowie mindestens neun weiteren Richtern zusammen. Weitere Richter können zeitlich befristet aus den übergeordneten Gerichten berufen werden. Urteile werden von einem Richter mit Jury gefällt. Der High Court ist allen untergeordneten Gerichten übergeordnet.

## Untergeordnete Gerichte
Die Inferior Courts bilden die niedrigste Rechtsinstanz Sierra Leones. Sie unterteilen sich laut dem Local Courts Act aus 2011 bzw. dem Courts Act aus 1965 in:
- Magistrate’s Court: Ein Magistratsgericht befindet sich in jedem der (vier) Rechtsdistrikte im Land Er kann nur über zivile oder kriminelle Fälle in seinem Distrikt sowie alle Fälle die ihm vom High Court zugeordnet werden richten.
- Coroner’s Court: Gerichte ohne Verurteilungsgewalt bestehend aus einem Magistrat und einer Jury bestehend aus sieben Personen. Einzige Aufgabe ist die Analyse ob ein Vergehen vorliegt. Bei positivem Bescheid wird der Fall an das Magistratsgericht oder den High Court verwiesen.
- District Appeals Court: Berufungsgericht auf lokaler Distriktebene zu Themen des Gewohnheitsrecht; bestehend aus einem Magistrat als Vorsitzendem und zwei Rechtsberatern.
- Local Court: Niedrigste Gerichte für lokale Entscheidungen. Haben keinerlei richterliche Gewalt über Entscheidungen die den Staat oder ein Unternehmen einbeziehen.